# Вулкан Тенорио
Национален парк „Вулкан Тенорио“ (Шаблон:Lang-es) е защитена територия в северната част на Коста Рика. Разположен е в рамките на Тенорио – стратовулкан, който е част от Тихоокеанския вулканичен пояс. Паркът е известен със своята богата биологична разнообразие, геотермални характеристики и красивата Река Селесте (Шаблон:Lang-es), която е популярна със своята невероятна тюркоазена вода.

## География
Националният парк обхваща площ от 184,5 квадратни километра и е разположен в провинциите Алахуела и Гуанакасте. Той е част от територията на Хребет Гуанакасте (Шаблон:Lang-es).
Основният обект на интерес е вулканът Тенорио, който се състои от четири основни върха и два големи кратера. Най-високата точка на парка достига около 1,916 метра над морското равнище.

## Природни забележителности

### Река Селесте
Една от най-големите атракции в парка е Река Селесте, известна със своята ярко синя вода. Цветът е резултат от комбинацията на минерали в реката, която създава оптична илюзия. Най-известните обекти включват:
- Ел Тенидоро (Шаблон:Lang-es) – мястото, където две безцветни потоци се сливат и образуват синьото оцветяване.
- Водопадът на Река Селесте – живописен водопад, заобиколен от гъста тропическа гора.

### Горещи извори
В парка има множество горещи извори, които са резултат от геотермалната активност на вулкана Тенорио.

## Биологично разнообразие
Паркът е дом на множество видове растения и животни, характерни за тропическите гори. Някои от тях включват:
- Ягуар
- Пекари
- Тукан
- Тапир

Флората включва епифитни растения като орхидеи и бромелии.

## Туризъм
Националният парк „Вулкан Тенорио“ е популярна туристическа дестинация. Сред основните туристически дейности са:
- Пешеходни преходи до Ел Тенидоро и водопада на река Селесте.
- Наблюдение на дивата природа.
- Посещение на горещите извори.

Посетителите трябва да заплатят входна такса и да се съобразяват с ограниченията, наложени от SINAC.

## Галерия
- Водопадът на река СелестеВодопадът на река Селесте
- Пътеките в паркаПътеките в парка
- Тапир в естествената му среда